# Regalecus glesne
El pez remo gigante (Regalecus glesne), también llamado el rey de los arenques, es una especie de pez lampridiforme de la familia Regalecidae. Tiene una distribución cosmopolita en todos los océanos, con excepción de los mares polares.

## Etimología
El nombre de género Regalecus significa en latín "perteneciente al rey". El epíteto específico glesne procede de la granja de "Glesnaes" en Glesvær, Noruega, donde se encontró el primer ejemplar.

## Descripción

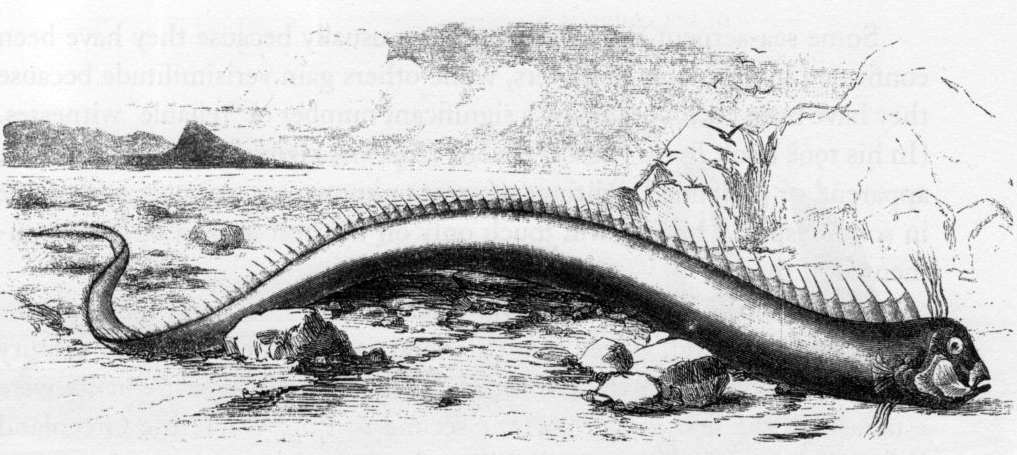
Ilustración de un pez remo gigante en una playa en 1860.

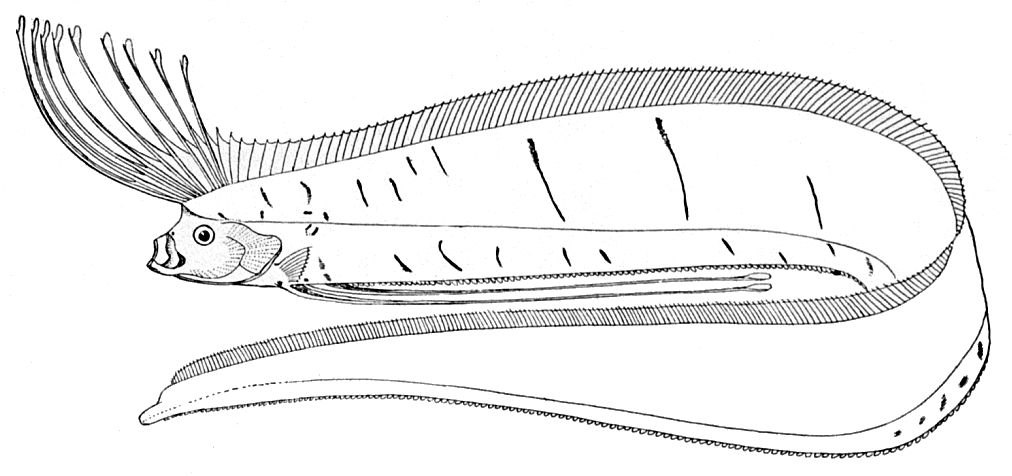
Ilustración de Regalecus glesne de 1895.

Esta especie es el pez óseo más largo del mundo, alcanzando una longitud de registro de 11 metros. Sin embargo, se han reportado especímenes no confirmados de hasta 17 metros. Comúnmente mide alrededor de 3 metros. El peso máximo registrado en un pez remo gigante es de 272 kilogramos.[cita requerida]
En su forma es parecido a una cinta, con una aleta dorsal a lo largo de toda su longitud, partiendo de entre los ojos hasta la punta de su cola. Los radios de las aletas son pequeños y pueden tener hasta 400 o más. En la cabeza de los peces, los radios se alargan formando una cresta roja distintiva. Sus aletas pectorales y pélvicas son casi adyacentes. Las aletas pectorales son regordetas mientras que las aletas pélvicas son largas, de una sola raya, y que recuerdan a un remo en forma, con una ampliación en la punta. Su cabeza es pequeña, con la mandíbula protráctil típica de los Lampriformes. Tiene entre 40 y 58 branquiespinas y no posee dientes.[cita requerida]

## Distribución
El pez remo gigante tiene una distribución pelágica en todo el mundo. Se cree que es un pez migratorio, siguiendo su principal fuente de alimento, el krill. Se ha encontrado tan al norte como 72°N y al sur hasta 52°S, pero es más común en las zonas tropicales de los océanos templados. Se cree que habitaban principalmente la capa mesopelágica, y que nadan tan profundamente como 1.000 metros y tan cerca de la superficie como 20 metros.

## Comportamiento
Poco se sabe sobre el comportamiento del pez remo. Se ha observado que nada por medio de su aleta dorsal, y también puede nadar en una posición vertical.
Se alimenta de krill y otros crustáceos pequeños, así como de peces pequeños y calamares. Se sabe que va a desovar entre julio y diciembre. Los huevos son de 2,5 mm, y flotan cerca de la superficie hasta la eclosión. Sus larvas también se observan cerca de la superficie durante esta temporada. Cuando es adulto se cree que es solitario.

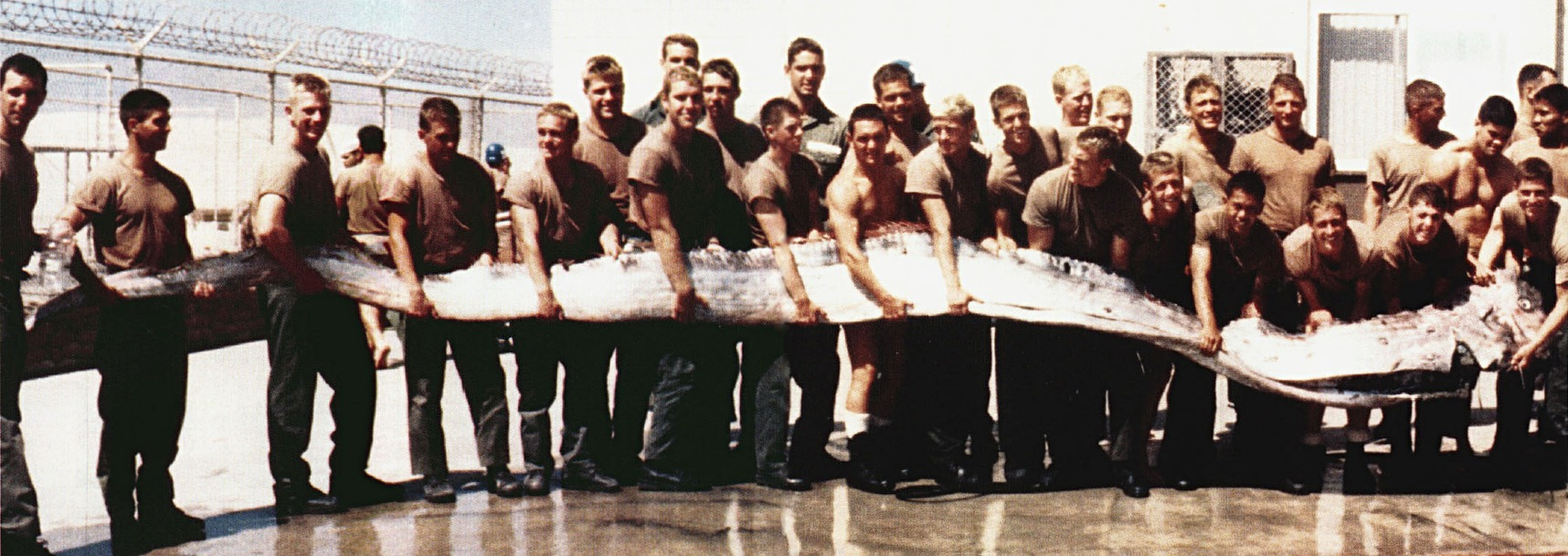
Miembros de la Armada de los Estados Unidos muestran un pez remo gigante de 7 metros descubierto por su instructor en la Bahía de San Diego en 1996.

## Creencia popular: predicción de terremotos
Se cree que este pez y también R. russelii aparecen antes y después de un terremoto, y por eso suele llamárseles a ambos "pez terremoto". Pero no está demostrado científicamente que así sea. Kiyoshi Wadatsumi, experto en sismología ecológica y director de e-PISCO, organización que estudia los terremotos, asegura que los peces del fondo del mar son más sensibles a los movimientos o temblores de las fallas activas que los peces que se hallan más cerca de la superficie de los océanos.